# Воломін (гміна)
Гміна Воломін (пол. Gmina Wołomin) — місько-сільська гміна у центральній Польщі. Належить до Воломінського повіту Мазовецького воєводства.
Станом на 31 грудня 2011 у гміні проживало 51385 осіб.

## Площа
Згідно з даними за 2007 рік площа гміни становила 59.52 км², у тому числі:
- орні землі: 60.00%
- ліси: 16.00%

Таким чином, площа гміни становить 6.23% площі повіту.

## Населення
Станом на 31 грудня 2011:
| Опис     | Загалом | Загалом | Чоловіки | Чоловіки | Жінки | Жінки |
| -------- | ------- | ------- | -------- | -------- | ----- | ----- |
| одиниця  | осіб    | %       | осіб     | %        | осіб  | %     |
| все      | 51385   | 100     | 24457    | 47.60    | 26928 | 52.40 |
| міське   | 37533   | 100     | 17683    | 47.11    | 19850 | 52.89 |
| сільське | 13852   | 100     | 6774     | 48.90    | 7078  | 51.10 |

## Сусідні гміни
Гміна Воломін межує з такими гмінами: Зельонка, Клембув, Кобилка, Посьвентне, Радзимін.